# Barão de Monte Alto
Barão de Monte Alto é um município brasileiro do estado de Minas Gerais. O município tem, além da sede, dois distritos: Cachoeira Alegre (mais populoso) e Silveira Carvalho. Sua população recenseada em 2022 era de 4 964 habitantes.

## História
Em 1885 foi fundada a estação de Morro Alto e a partir desta data, a cidade desenvolveu-se. Em 1962 separou-se do município de Palma e passou a ser chamada de Barão de Monte Alto.
Como já existia uma cidade com o nome de Morro Alto foi escolhido o nome Barão do Monte Alto em homenagem a Francisco Alves da Silva Pereira, o Barão do Monte Alto, que foi comerciante de café no final do século XIX.

## Transportes
O município de Barão de Monte Alto possui ligação via estrada pavimentada com a cidade da Patrocínio do Muriaé. Possui também ligação com as cidades de Palma, Muriaé e com a BR-116 (na altura do distrito de Bom Jesus da Cachoeira, Muriaé). Porém, a ligação entre Barão de Monte Alto e estas cidades são feitas através de estradas rurais, sem pavimentação.
Os distritos desse município (e a sua sede) possuem ruas com calçamento e com asfalto, mas as estradas que ligam estes distritos entre si e à sua sede é por meio de estradas de chão.
O município é atendido pela Viação Novo Horizonte, com saídas regulares da rodoviária de Muriaé todos os dias.
A prefeitura disponibiliza ônibus para a cidade de Muriaé para os doentes que precisam se consultar. Também disponibiliza ônibus para os estudantes que precisam ir a Muriaé no turno da noite para fazer faculdade.
Até a década de 1970, o município também contou com um importante acesso ferroviário, a Linha do Manhuaçu da Estrada de Ferro Leopoldina, responsável pelo escoamento das lavouras de café da região além do transporte de passageiros aos municípios mineiros, capixabas e fluminenses próximos. Após a desativação de grande parte da ferrovia, os trilhos foram erradicados do município em 1979. 

## Montealtenses ilustres
- Dante Pazzanese.